# Photinia serratifolia
Espèce
Classification phylogénétique
Statut de conservation UICN

 EN  : En danger
Photinia serratifolia est une espèce de plantes à fleurs du genre Photinia de la famille des Rosaceae. C'est un arbre originaire de Taïwan.